# اواشلیتس
اواشلیتس (به آلمانی: Oechlitz) یک منطقهٔ مسکونی در آلمان است که در موشلن (گایزلتال) واقع شده‌است. اواشلیتس  ۵۶۲ نفر جمعیت دارد.